# Charlotta Adlerova
Charlotta Adlerova (Berlim, 8 de abril de 1908 – São Paulo, 1989) foi uma pintora, desenhista e ilustradora brasileira de origem alemã.

## Vida e obra
Adlerová nasceu em 8 de abril de 1908 em Berlim.  Frequentou a Escola de Artes Aplicadas em Berlim-Charlottenburg em 1926 e estudou design de moda por volta de 1930 com Assaf Kenan (1895-1953) na Escola Reimann. Na época, sua pintura era de caráter expressionista. Esse treinamento, em parte orientado pela Bauhaus, causou um impacto positivo em seu currículo, especialmente por seu trabalho com diretores de arte.
Em 1939 ela fugiu do nacional-socialismo, desembarcando no dia 14 de fevereiro de 1939 em Santos, e se estabelecendo em São Paulo, onde foi naturalizada brasileira. A partir de 1952, estudou pintura com Valdemar da Costa e, a partir do final da década de 1950, participou do atelier Abstração, de Samson Flexor. Durante esse tempo, sua arte se tornou abstrata-geométrica.
Com seu trabalho, ela foi uma das pioneiras da história da publicidade no Brasil, que levou sua exposição individual em 1965 a Nova York. Participou das exposições coletivas entre 1957 e 1968 no VI, VII, XIV, XV. e XVII. Salão Paulista de Arte Moderna (SPAM) na Galeria Prestes Maia, em São Paulo, e participou da XI. Bienal Internacional de São Paulo.

## Exposições individuais
- 1965: JW Thompson Company (agora JWT), Nova York, EUA.
- 1978: Museu de Arte Moderna de São Paulo, São Paulo
- 1979: Revisão de 50 anos de Charlotta, Galeria Eugene Villien, São Paulo
- 1982: Xerografias, SESC Pompéia, São Paulo
- 1986: Charlotta, pesquisa gráfica, Faculdade de Santa Marcelina, São Paulo